# Silverpit-Krater

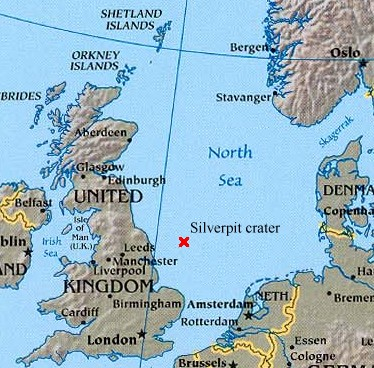
Position des Silverpit-Kraters

Der Silverpit-Krater ist ein nahe der Küste Großbritanniens in der Nordsee liegender Krater. Er wurde im Jahr 2001 während einer Analyse seismischer Daten entdeckt, die während der Suche nach Ölquellen gesammelt wurden. Anfänglich wurde er vorzugsweise für einen Einschlagkrater gehalten, jedoch wurden seitdem auch alternative, für wahrscheinlicher gehaltene Ursprünge vorgeschlagen. Das Alter des Kraters wird auf etwa 55–65 Millionen Jahre geschätzt, sein Durchmesser beträgt gut zwei Kilometer.

## Entdeckung

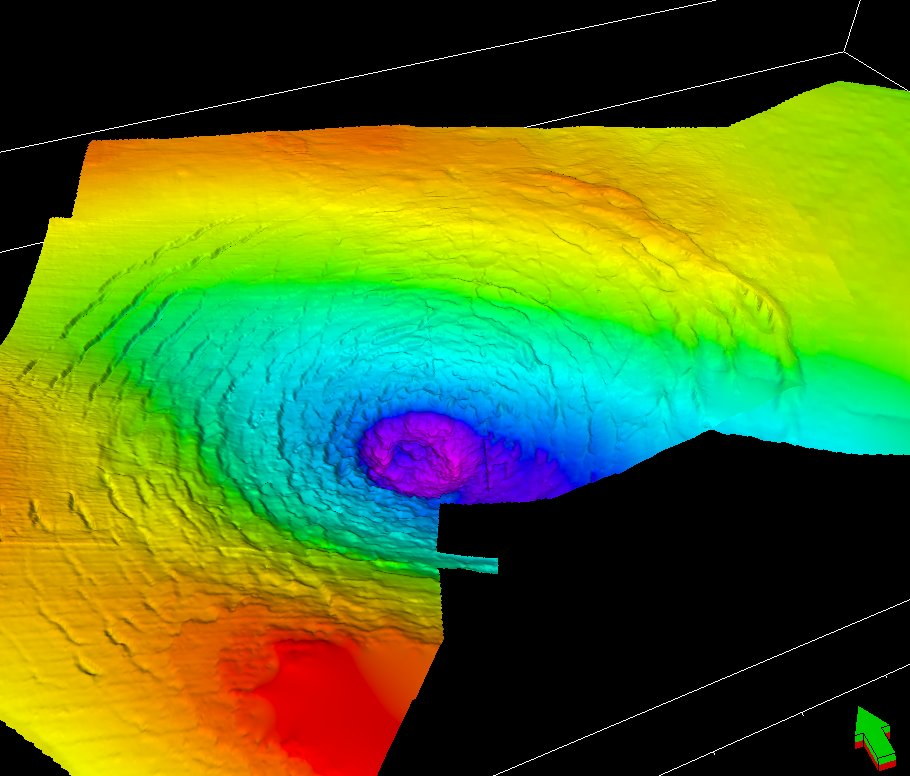
Eine perspektivische Ansicht der obersten Kalkschicht mit Blick nach Nordost. Gezeigt werden der zentrale Krater und die ihn umgebenden Ringe. Die Einfärbung erfolgte anhand der Tiefe (rot/gelb = seichter; blau/violett = tiefer). Bild von Phil Allen (PGL) und Simon Stewart (BP)

Während einer Suche nach unbekannten Ölquellen wurden 2001 seismische Daten einer Region in 130 Kilometern Entfernung zum Ästuar des Flusses Humber erhoben. Die Geologen Simon Stewart (von BP) und Phillip Allen (Production Geoscience Ltd.) stießen bei der Analyse dieser Daten auf eine nicht verzeichnete Anomalie. Allen bemerkte eine Reihe konzentrischer Ringe, konnte diese jedoch nicht interpretieren und hängte ein Bild der Messungen in seinem Büro auf. Stewart, aus anderen Gründen zu Besuch bei Production Geoscience, sah diese Karte und schlug als möglichen Ursprung einen Einschlagkrater vor. Die Entdeckung wie auch die vorläufige Hypothese zum Ursprung des Kraters wurden 2002 in der Zeitschrift Nature veröffentlicht.
Der Name des Kraters wurde anhand der – von örtlichen Fischern stammenden – Bezeichnung für die den Krater einschließende Absenkung des Meeresbodens gewählt. Es wird angenommen, dass diese Absenkung ein altes Flussbett aus der Eiszeit ist.
Drei Jahre bevor der Silverpit-Krater entdeckt wurde, hatten statistische Berechnungen gezeigt, dass sich in der Nordsee angesichts ihrer Größe und der Häufigkeit von Kraterbildungen mit hoher Wahrscheinlichkeit ein Einschlagkrater befindet.
Der Krater liegt unter einer bis zu 1500 Meter mächtigen Sedimentschicht, die bei einer Tiefe von etwa 40 Metern den Boden der Nordsee bildet. Studien deuten darauf hin, dass das Gebiet zum Zeitpunkt der Kraterbildung 50 bis 300 Meter unter der Wasseroberfläche lag.

## Ursprung

### Entstehung durch einen Meteoriteneinschlag
Allen und Stewart kamen nach der Untersuchung des Kraters zu dem Schluss, dass der Impakt eines Meteoriten die bestmögliche Erklärung für dessen Ursprung darstellt. Sie prüften bereits unmittelbar nach der Entdeckung des Kraters alternative Mechanismen, verwarfen diese aber wieder. Vulkanismus wurde ausgeschlossen, da der Krater nicht die für vulkanische Eruptionen typischen magnetischen Anomalien aufweist. Auch die Erosion von Salzablagerungen – ein bekannter Mechanismus zur Bildung kraterähnlicher Strukturen – wurde ausgeschlossen, da die Schichten aus Trias und Perm unterhalb des Kraters keine Erosionsspuren aufwiesen. Als starkes Indiz für einen Meteoriteneinschlag wird der Zentralberg innerhalb des Kraters angesehen, der sich ohne einen Einschlag kaum ausbilden kann.
Mineralogische und geochemische Untersuchungen von Bohrkernen aus der Zentralregion des Kraters wurden auf Anzeichen eines Meteoriteneinschlags hin untersucht. Anzeichen für Veränderungen der Minerale durch von einem Einschlag ausgehende Stoßwellen (Schock-Metamorphose) konnten dabei ebenso wenig gefunden werden wie Spuren des verursachenden Meteoriten.
Ein in ein Meer einschlagender Meteorit dieser Größe würde zudem große Tsunamis erzeugen. Die hierdurch an anderen Stellen gebildeten Ablagerungen würden einen definitiven Beweis für einen Einschlag darstellen, konnten jedoch bis 2004 nicht nachgewiesen werden.

### Alternative Theorien
Professor John Underhill, ein Geologe der Universität Edinburgh, behauptete hingegen nach Analyse älterer, in größerem Maßstab erstellter seismischer Daten, die Tiefenerosion im oberen Perm erkläre den Krater besser. Underhill stellte fest, dass alle Gesteinsschichten bis zum Perm (mit einem Alter von etwa 250 Millionen Jahren) synklinal gefaltet sind – also eine konkave Einbuchtung darstellen. Sedimente dieser Ära sind um den Krater herum ausgedünnt, was auf Kraterbildung während der Ablagerung von Perm-Sedimenten hindeutet. Zudem sei der Zentralberg nach Underhill nichts weiter als ein Artefakt der Bildbearbeitung. Spätere seismische Untersuchungen bestätigen die Existenz dieser Erhebung jedoch.
Auch Ken Thomson von der Universität Birmingham zeigte Mitte 2004, dass sich Salze in der südlichen Nordsee in großen linearen Ablagerungen sammeln, deren Auswaschung durchaus die konzentrischen Strukturen hervorgebracht haben könnte.
Im August 2009 legte Underhill Beweise für eine (magmatisch) intrusionsbedingte Salzauslaugung als Ursache für die Entstehung des Kraters vor.
Im Oktober 2009 fand dann eine Debatte der Geological Society of London statt, ob der Krater durch einen Einschlag (gemäß Simon Stewart) oder durch Erosion (gemäß John Underhill) entstanden sei. Die Mehrheit der anwesenden Geologen befand letzteres für wahrscheinlicher.

## Struktur

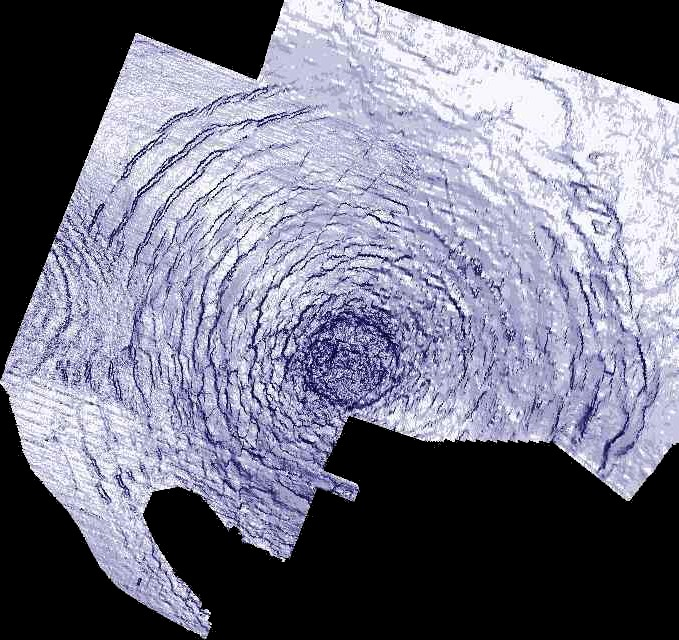
Seismische Daten zeigen den Krater und seine Struktur aus konzentrischen Ringen. Bild von Phil Allen (PGL) and Simon Stewart (BP)

Der Silverpit-Krater hat einen Durchmesser von etwa 2,4 Kilometern. Um den Krater herum breiten sich konzentrische Ringe in eine Entfernung bis zu 10 km aus. Diese bei terrestrischen Kratern recht seltene Erscheinung lässt die Silverpit-Struktur dem Valhalla-Krater auf dem eisüberzogenen Jupitermond Kallisto und einigen Kratern in der Eiskruste des Jupitermondes Europa ähnlich erscheinen. Unter normalen Umständen sind dergestalt „beringte“ Krater jedoch weitaus größer als das Silverpit, was unter Annahme der Einschlaghypothese den Ursprung der Ringstrukturen fraglich erscheinen lässt. Verkompliziert wird der Befund dadurch, dass sich nahezu alle bekannten Einschlagkrater auf Land befinden und daher die Auswirkungen von Einschlägen in Wasser weitaus schlechter untersucht sind. Der vermutlich am besten untersuchte maritime Krater ist der Chesapeake-Bay-Krater.
Eine Möglichkeit wäre, dass zunächst der Einschlag eine schüsselförmige Vertiefung auswarf, danach weicheres Material in Richtung des Kraters abrutschte und dabei die konzentrischen Ringe zurückließ. Es wird angenommen, dass die Schicht derartigen weichen Materials recht dünn sein und sich weiteres, brüchiges Material darüber befinden müsste. Im Gegensatz zu eisüberzogenen Monden ist eine dünne Schicht beweglichen Materials unter einer soliden Kruste auf den felsigen Körpern des Sonnensystems nur selten anzutreffen. Eine Vermutung besagt, dass unter hohem Druck stehender Kalkstein unter der Oberfläche als weiches, bewegliches Material fungiert haben könnte.

## Vermuteter Einschlag
Aus der Größe des Kraters und Annahmen über die Geschwindigkeit eines einschlagenden Objektes lässt sich die Größe des Impaktors abschätzen. Derartige Objekte bewegen sich im Bereich der Erdbahn üblicherweise mit Geschwindigkeiten zwischen 20 und 50 Kilometern pro Sekunde. Um einen Krater der Größe des Silverpit zu schaffen, müsste ein Asteroid etwa einen Durchmesser von 120 Metern und eine Masse von 2 Millionen Tonnen aufweisen, während ein Komet aufgrund der geringeren Dichte noch etwas größer sein müsste.
Als Vergleich hierzu: Der Durchmesser des Objektes, welches den Chicxulub-Krater auswarf, wird auf etwa 10 Kilometer geschätzt. Bei seinem Einschlag wurde rund 500.000-mal mehr Energie freigesetzt, als bei der Entstehung des Silverpit-Kraters durch einen Impakt frei geworden wäre.

### Alter
Die Stratigraphie, also die Position des Kraters innerhalb der Gesteins- und Sedimentschichten auf dem Meeresgrund, kann zum Abschätzen seines Alters genutzt werden: Sedimente, die vor der Bildung des Kraters den Meeresboden bedeckten, wurden im Gegensatz zu späteren Sedimenten aufgewirbelt. Allen und Stewart entdeckten, dass das Silverpit in Kalk der Kreidezeit und Schiefer aus dem Jura gebildet wurde und von einer ununterbrochenen Sedimentschicht aus dem Tertiär bedeckt war. Die Kreidezeit endete vor etwa 65 Millionen Jahren; nahegelegene Forschungsbohrungen legen jedoch die Vermutung nahe, dass die untersten Tertiär-Schichten in der Sedimentschichtung fehlen. Dementsprechend ist der Silverpit-Krater zwischen 55 und 65 Millionen Jahre alt. Der Chicxulub, dessen Entstehung vermutlich für das Aussterben der Dinosaurier verantwortlich ist, entstand am Ende der Kreidezeit, vor 65 Millionen Jahren.
Diese stratigraphische Altersbestimmung ist grob und wird durch Underhills Hypothese in Frage gestellt. Andere Möglichkeiten der Datierung sind die Untersuchung von Auswurfsmaterial – etwa Impaktgläsern oder Tektiten – oder Ablagerungen von ausgelösten Tsunamis. Letztere sollten sich bei einem Einschlag im gesamten Nordseebecken finden lassen, könnten jedoch mehrfach von Vergletscherung betroffen gewesen sein. Neben einer präzisen radiometrischen Datierung könnten diese Untersuchungen auch die Einschlaghypothese stärken. Allerdings konnten bisher keine dem Silverpit-Krater zuzuordnenden Auswurfmaterialien und keine Ablagerungen von Tsunamis gefunden, geborgen und untersucht werden.

### Teil von mehreren Einschlägen?

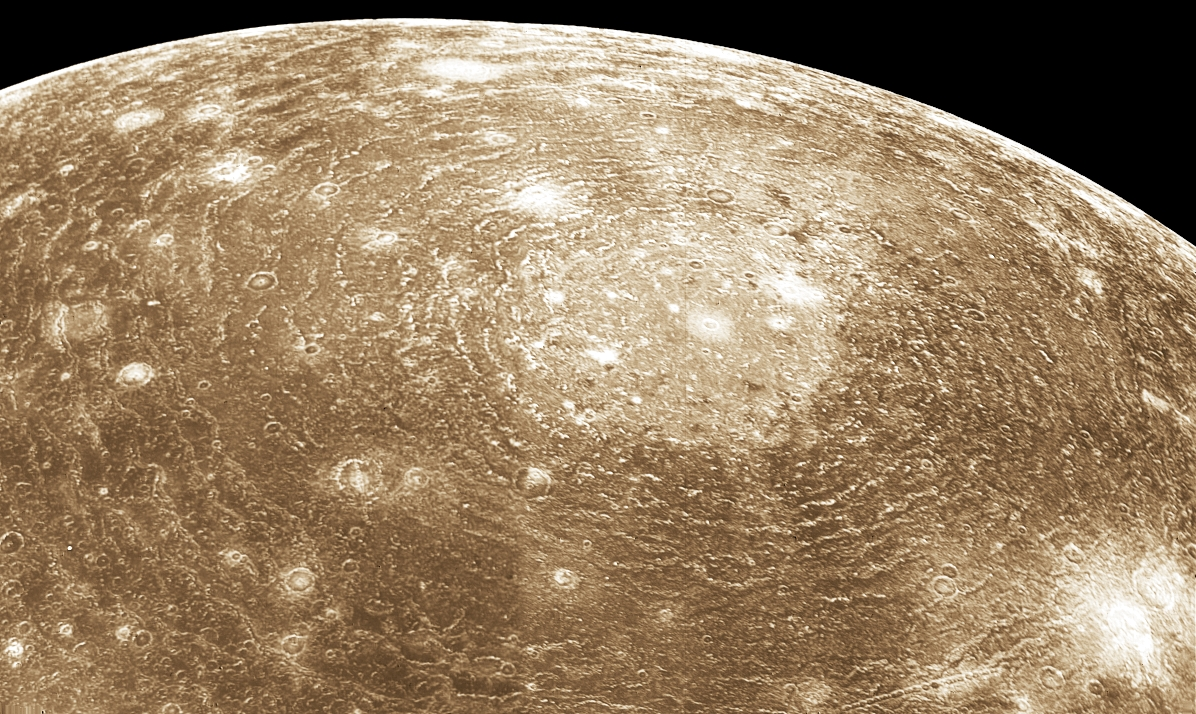
Der Silverpit-Krater sieht dem Valhalla-Krater auf Jupiters Mond Callisto ähnlicher als anderen terrestrischen Kratern.

Das geschätzte Alter des Silverpit-Kraters führt unweigerlich zu der Spekulation, ob es eine Verbindung zum weitaus größeren Chicxulub-Krater und der Auslöschung der Dinosaurier gibt. Auch wurden weitere Krater etwa gleichen Alters – alle zwischen den Breitengraden 20 °N und 70 °N – entdeckt, die darauf hindeuten könnten, dass der Chicxulub-Einschlag nur einer von mehreren Einschlägen am Ende der Kreidezeit war: Neben  Chicxulub und Silverpit dürfte auch der Boltysh-Krater in der Ukraine (24 km Durchmesser, Alter 65,2 ± 0,6 Millionen Jahre) an der K/T-Grenze entstanden sein, sowie möglicherweise auch die noch ungenügend untersuchten Krater Eagle Butte (Kanada) und Vista Alegre (Brasilien) mit Durchmessern von jeweils rund 10 km.
Die Kollision des Kometen Shoemaker-Levy 9 mit Jupiter im Jahr 1994 bewies, dass ein Komet durch Gezeitenkräfte in mehrere Teile zerbrochen werden und hierdurch über mehrere Tage verteilt an verschiedenen Stellen auf einem Planeten aufschlagen kann. Kometen werden derartigen Kräften vor allem in der Nähe von Gasriesen ausgesetzt, so dass eine Fragmentierung mit hoher Wahrscheinlichkeit bereits einige Zeit vor dem Einschlag erfolgt wäre. Mangels präziserer Datierung können Forscher derzeit aber nur darüber spekulieren, ob es am Ende der Kreidezeit tatsächlich einen mehrfachen Einschlag auf der Erde gegeben hat.